# Mario Calderini
Mario Calderini (Reggio nell'Emilia, 14 ottobre 1885 – Lechemti, 27 giugno 1936) è stato un militare italiano insignito della medaglia d'oro al valor militare in qualità di vicecapo del Servizio informazioni militare, morì durante l'eccidio di Lechemti.

## Biografia
Nacque a Reggio Emilia il 14 ottobre 1885. Arruolatosi nel Regio Esercito fu nominato sottotenente di complemento nel febbraio 1906 in forza al 55º Reggimento fanteria, e un anno dopo, passava nei ruoli del servizio permanente effettivo, dopo aver frequentato la Scuola Militare di Modena. Promosso tenente nel 1910, l'anno successivo ottenne il trasferimento nel Regio corpo truppe coloniali d'Eritrea e in servizio con il VI Battaglione indigeni partecipava alla guerra italo-turca combattendo in Libia dove si distinse particolarmente, tanto da venire insignito di due medaglie d'argento e tre medaglie di bronzo al valor militare.. Dopo quattro anni di colonia, promosso capitano, rientrava in Italia e col 52º Reggimento fanteria della Brigata Alpi prendeva parte alle operazioni di guerra sul fronte italiano dal mese di agosto 1915 e passava poi in Francia nel marzo 1917 col corpo di spedizione italiano del generale Alberico Albricci. Ultimata la guerra col grado di maggiore frequentò la Scuola di guerra nel 1920, e quindi fu trasferito presso il servizio di Stato maggiore, venendo poi promosso dapprima tenente colonnello e poi colonnello. Gli vennero affidati importanti, e delicati, incarichi sia in Italia e che all'Estero, ed poi fu comandante del 45º Reggimento fanteria. Inviato nel settembre 1935 ad Addis Abeba, capitale dell'Etiopia, presso la Reale Ambasciata d'Italia in qualità di addetto militare, con l'inizio della guerra d'Etiopia chiese, ed ottenne, di essere destinato al Corpo di Spedizione in Africa Orientale del generale Emilio de Bono e fu nominato Capo di stato maggiore del III Corpo d'armata. Concluso il conflitto con la conquista di Addis Abeba, il 26 giugno 1936, continuava a prestare la sua opera come capo dell'Ufficio operazioni del Governo generale. Insignito dell'onorificenza di Cavaliere dell'Ordine militare di Savoia chiese di partecipare alla ricognizione di Lechemti guidata da Vincenzo Magliocco e Antonio Locatelli, in cui morì a seguito di un attacco nemico. Fu decorato con la medaglia d'oro al valor militare alla memoria.

### Annotazioni
1. ↑  Su ordine del capo del servizio informazioni militare generale Mario Roatta sostituì il tenente colonnello Vittorio Ruggero al fine di valutare attentamente la capacità militare dell'Impero etiopico.

### Fonti
1. 1 2 3 4 5 6 7  Combattenti Liberazione.
2. 1 2  Gruppo Medaglie d'Oro al Valor Militare 1965, p. 179.
3. ↑  Ufficio Storico dell'Aeronautica Militare 1969, p. 39.
4. ↑   Calderini, Mario, in Enciclopedia Italiana, Roma, Istituto dell'Enciclopedia Italiana, 1938. URL consultato il 16 ottobre 2018.
5. ↑  Vento 2010, p. 183.
6. ↑   CALDERINI Mario, su Presidenza della Repubblica. URL consultato il 16 ottobre 2018.
7. ↑   CALDERINI Mario, su Presidenza della Repubblica. URL consultato il 16 ottobre 2018.
8. ↑  Gazzetta Ufficiale del Regno d'Italia n.77 del 2 aprile 1932, pag.1557.